# Corral Falso (Panama)
Corral Falso ist ein Corregimiento des Bezirks San Francisco in der Provinz Veraguas in Panama. Bei der Volkszählung im Jahr 2023 hatte es 515 Einwohner. Das Corregimiento erstreckt sich über eine Fläche von 38,3 km².

## Bevölkerung
Die folgende Tabelle zeigt die Bevölkerung des Corregimientos Corral Falso, wie es in den Volkszählungen 2000, 2010 und 2023 erfasst wurde.
| Jahr         | 2000 | 2010 | 2023 |
| ------------ | ---- | ---- | ---- |
| Einwohner    | 401  | 469  | 515  |
| davon Männer | 225  | 263  | 275  |
| davon Frauen | 176  | 206  | 240  |

## Orte
Im Corregimiento Corral Falso befinden sich folgende Orte:
- Alto del Jorón
- El Espavé
- El Rincón
- El Titi
- Finca Ballester
- Hacienda Paja Colorada
- La Meseta
- La Palma
- Llano Bonito
- Los Higos
- Los Panamaes
- Los Pugas